# Бикини в популярной культуре
Бикини в современном виде были представлены публике в 1946 году и постепенно стали заметной составляющей популярной культуры западного мира. Это — очень популярный женский купальник, который используется не только для плавания и купания, но и в некоторых других целях. Бикини используются на конкурсах, показываются в фильмах, журналах и видеоиграх, воспеваются в музыке, описываются в художественной литературе.

## Конкурсы красоты
В мире регулярно проводится большое количество конкурсов женской красоты, в большинстве случаев девушки демонстрируют себя в купальниках, нередко в бикини.
Конкурс бикини — это разновидность «развлечения для взрослых», где девушки стараются максимально показать себя зрителям, оголив почти всё своё тело. Такие «состязания» могут проходить в барах, ночных клубах, стриптиз-клубах, на пляжах и на конкурсах красоты, а также во время перерывов между боксёрскими или борцовскими раундами, на автомобильных выставках. Нередко в бикини себя демонстрируют женщины-культуристки.
Конкурсы бикини могут организовываться и/или спонсироваться коммерческими компаниями в маркетинговых целях и/или с целью поиска и привлечения новых талантов для продвижения своей продукции.
Конкурсы бикини вызывают негативную реакцию в исламском мире.
- Мисс мира — самый старый конкурс красоты из ныне существующих. Впервые прошёл в Великобритании в 1951 году. Тогда он назывался «Фестивальный конкурс бикини» (англ. Festival Bikini Contest)[6]. Первая его победительница, шведка Кикки Хоканссон, была коронована, одетая в бикини, что вызвало резкое осуждение, в частности, сам папа Римский Пий XII объявил купальник греховным. Бикини были исключены из конкурса и вместо них были представлены вечерние платья. После этого скандала бикини были запрещены и на других конкурсах красоты по всему миру, но ненадолго. В 1970-х и 1980-х годах конкурс регулярно пикетировали протестующие-феминистки, которые распространяли листовки против его «непристойности». Отдельные акции протеста против «Мисс мира» продолжались до 1996 года (в том году он проходил в Индии, но организаторам пришлось в срочном порядке перенести «тур купальников» на Сейшельские острова[7]), а затем утихли. В 2013 году конкурс проходил на Бали (Индонезия), «тур купальников» пришлось отменить из-за протестов исламистов[8].
- Мисс Земля. В 2003 году в конкурсе впервые приняла участие девушка-афганка Вида Самадзай. Как афганские власти, так и общественность сурово осудили её за то, что она добивалась этого титула, позируя в «красном бикини в стиле 70-х»[9][10].
- Мисс Америка. Конкурс начал проводиться с 1921 года, задолго до появления бикини, участницы тогда выступали в цельных купальниках. После появления бикини в 1946 году, участницы стали демонстрировать себя публике в них, но уже в следующем, 1947 году, организаторы от этой идеи отказались в связи с волной протестов. В 1994 году даже был поставлен вопрос, сохранять ли вообще «конкурс купальников» в рамках «Мисс Америка», подавляющее большинство зрителей высказались за его оставление. С 1997 года бикини на конкурсе разрешены, чем участницы немедленно воспользовались, максимально обнажая себя[11][12].
- Мисс Вселенная. Конкурс проводится с 1952 года, бикини разрешены с 1997 года. В 1996 году на конкурс впервые приехала первая победительница индонезийского конкурса красоты Puteri Indonesia[англ.] Аля Рохали — она была снята с состязания[13][14].
- Мисс США. Конкурс проводится с 1952 года, бикини разрешены с 1997 года. В 2000 году (первый и последний раз) участницам было разрешено предстать в танкини[англ.].
- Юная мисс США. Конкурс проводится с 1983 года, бикини разрешены с 1997 года. В 2000 году (первый и последний раз) участницам было разрешено предстать в танкини.
- Мисс Бум Бум — Бразилия, конкурс на самые красивые ягодицы, проводится с 2011 года.

- Конкурс бикини в Нидерландах, 1971 год.
- Конкурс бикини в Южной Корее, 2018 год.
- Женщина-культуристка в бикини
- Мисс Земля 2007 на Филиппинах

- На Викискладе есть медиафайлы по теме Конкурсы бикини

См. также статью Конкурс купальников

## Фильмы

### Поджанр «пляжная вечеринка»
В начале 1960-х годов в США появился поджанр «пляжная вечеринка», его родоначальником можно считать картину 1963 года «Пляжная вечеринка», которая возглавила целую волну кинолент, сделавшие бикини символом поп-культуры. Признанными мастерами-актёрами в этом жанре являлись Фрэнки Авалон и Аннетт Фуничелло. Изначально серия таких фильмов задумывалась как малобюджетная имитация мюзиклов Элвиса Пресли и секс-комедий Дорис Дэй, рассчитанная на подростковую аудиторию, но в итоге они зажили собственной полноценной жизнью. С 1963 по 1966 год студия American International Pictures выпустила семь фильмов этой серии: «Пляжная вечеринка», «Мускулы на пляже», «Пляж бикини», «Пижамная вечеринка», «Пляжные игры», «Как справиться с диким бикини» и «Призрак в невидимом бикини».
В 1987 году, после того как этот поджанр уже был забыт, Авалон и Фуничелло снялись в комедии «Обратно на пляж», где исполнили роли взрослой семейной пары, но в том же духе, что и в своих оригинальных «пляжных» кинолентах 1960-х годов. Писательница Келли Бенсимон так отозвалась о картине: «На самом деле, в этом вся Аннетт Фуничелло. Если девушка по соседству захотела носить бикини, значит, все хотели носить бикини. Мы не хотели быть плохой девушкой Бонда. Мы все действительно хотели быть хорошими девочками.» Можно отметить, что тогда, в 1960-х годах, у Фуничелло был контракт с Уолтом Диснеем, и он крайне неохотно позволил девушке сниматься в этих фильмах в полуголом виде, так как в то время Аннетт регулярно появлялась в его телепрограмме «Клуб Микки Мауса», рассчитанной, само собой, на зрителя-ребёнка. В итоге, Фуничелло — единственная из многих молодых актрис этой серии носит максимально «скромное» бикини — такое, что не виден пупок (в некоторых кадрах он всё-таки показывается).

### Бикини в фильмах
В 1962 году на экраны вышел ставший очень известным фильм «Доктор Ноу». В нём Урсула Андресс исполнила роль красавицы Хани Райдер, которая потрясла зрителей своим появлением в крайне откровенном (для того времени) белом бикини. Спустя десятилетия критики продолжают обсуждать это бикини и ставить его на различные позиции специализированных «TOP-10». Сама Андресс позднее сказала так: «Это бикини принесло мне успех. В результате того, что я сыграла в фильме „Доктор Ноу“ в роли первой девушки Бонда, я получила свободу выбора будущих ролей и стала финансово независимой.» В 2001 году Андресс продала это бикини (заявила, что «нашла его у себя на чердаке») с аукциона за 41 125 фунтов стерлингов.
Затем вышли примечательные фильмы, в которых бикини играло очень заметную визуальную роль: «Как справиться с диким бикини» (1965), «Миллион лет до нашей эры» (1966). В последнем главную роль исполнила секс-символ Ракель Уэлч, костюм которой состоял лишь из мехового бикини. Критики назвали это «первым бикини в истории человечества».
Когда Фиби Кейтс сняла своё красное бикини в подростковом фильме «Весёлые времена в школе Риджмонт» (1982), это стало «самым запоминающимся снятием бикини в истории кинематографа».
В 1983 году на экраны вышел ставший культовым фильм «Звёздные войны. Эпизод VI: Возвращение джедая». В нём принцесса Лея попадает в рабство, и хозяин заставляет её ходить в золотом бикини. Этот «наряд» очень приглянулся поклонницам ленты, и они часто косплеят его на тематических конвентах и встречах. Бикини принцессы Леи нередко позднее пародировалось в кино и на телевидении, например, ему фактически посвящён эпизод The One with the Princess Leia Fantasy (1996) телесериала «Друзья».
В фильме «Студенческая команда» (1999) героиня в исполнении Эли Лартер пытается соблазнить героя в исполнении Джеймса Ван Дер Бика, щеголяя в «бикини» из взбитых сливок на обнажённом теле. В комедии 2001 года «Недетское кино» Крис Эванс воссоздал эту примечательную сцену.
В фильмах «Голубая волна» (2002) и «Ангелы Чарли: Только вперёд» (2003) в заметных сценах дерущиеся девушки одеты в бикини.
См. также статью Мужской взгляд
- Косплей на Ракель Уэлч в фильме «Миллион лет до нашей эры» (1966). Германия, 2011 год.
- Косплей на Кэрри Фишер в фильме «Звёздные войны. Эпизод VI: Возвращение джедая» (1983). 2010 год.
- Косплей Оливии Манн на Кэрри Фишер в фильме «Звёздные войны. Эпизод VI: Возвращение джедая» (1983). 2007 год.

### Фильмы о бикини
Выше были описаны фильмы, в которых девушки в бикини являются запоминающейся частью повествования, но собственно сюжет никакого отношения к этому купальному костюму не имеет. В то же время существует несколько кинолент, в которых именно бикини являются ключевой частью сценария. Например:
- 1951 — Леди Годива снова в седле[англ.], Великобритания[28]
- 1952 — Манина, девушка в бикини[фр.], Франция
- 1957 — Бедные, но красивые[итал.], Италия
- 1963 — Операция «Бикини»[англ.], США
- 1965 — Как справиться с диким бикини[англ.], США
- 1967 — Мир бикини[англ.], США
- 1987 — Девушки-рабыни из бесконечности, США
- 1988 — Опасные повороты[англ.], США
- 1991 — Остров Бикини[англ.], США
- 1992 — Компания автомойщиц в бикини[англ.], США
- 2001 (2003) — Элитная сила[англ.], Великобритания
- 2002 — Бандиты в бикини[англ.], США
- 2004 — Пещерная девушка[англ.], США
- 2006 — Кровавая баня для девушек в бикини[англ.], США
- 2011 — Пляжный волейбол[англ.], Гонконг

### Кино-постеры
Росту популярности бикини способствовали такие звёзды 1950-х — 1960-х годов как Мэрилин Монро, Джейн Мэнсфилд, Джина Лоллобриджида, Джейн Расселл, Брижит Бардо — они регулярно снимались именно в этом откровенном купальном костюме, как в кинофильмах, так и для кино-постеров и пинап-плакатов.
Из примечательных постеров можно отметить фильм «Только для твоих глаз» (1981). На нём изображена молодая стройная девушка (вид сзади, только нижняя половина тела), в руке она держит арбалет, одета в туфли на высоком каблуке и откровенные купальные трусы, обнажающие значительную часть ягодиц. Фотограф, Морган Кейн, добился такого эффекта, заставив модель надеть нижнюю часть бикини задом наперёд. Постер вызвал некоторый фурор – в основном в США – из-за того, что The Boston Globe и Los Angeles Times при его публикации обрезали то, что было выше колена девушки, а редакторы The Pittsburgh Press пририсовали девушке шорты поверх бикини. Интересно, что ноги принадлежат одной модели, а рука с арбалетом — другой.

## Музыка
Поскольку люди родом с Индийского субконтинента, но проживающие в Карибском бассейне, были более восприимчивы к бикини, чем жители их исконной родины, бикини остаются повторяющейся темой в музыке калипсо. Существуют или существовали музыкальные группы Screaming Bikini (Австралия), Bikini (Венгрия), Bikini Kill (США) — все эти названия вдохновлены именно купальником-бикини.

### Песни
В 1960 году вышла песня Брайана Хайланда Itsy Bitsy Teenie Weenie Yellow Polkadot Bikini. Это стал первый и единственный сингл о бикини, занявший первое место в Billboard Hot 100. Позднее эта песня звучала в фильмах «Один, два, три» (1961), «Месть полудурков 2: Полудурки в раю» (1987), «Действуй, сестра 2» (1993), и даже в рекламе йогуртов.
В 2002 году американский певец Ди Ди Рамон записал песню Do The Bikini Dance; также известна песня группы The Cramps Bikini Girls with Machine Gun, вышедшая в 1990 году в альбоме Stay Sick!

### Выступления «вживую»
В 2013 году в Нью-Йорке проходила церемония награждения за создание видеоклипов MTV Video Music Awards. На ней в бикини на сцене появились звёзды Леди Гага и Майли Сайрус, причём последняя была в бикини телесного цвета, то есть почти неразличимого, сливающегося с телом. 20-летняя Сайрус «крутила тверк», прижимала к промежности гигантский поролоновый палец и высовывала язык.
На «разогреве» той же церемонии 2007 года выступила 25-летняя Бритни Спирс. Она была одета лишь в чёрное, инкрустированное драгоценными камнями, бикини и черные же ботинки. Обозреватель из Toronto Star так сказал об этом: «…Спирс выглядела безнадёжно ошеломлённой. У неё было выражение лица человека, попавшего в Palms Casino Resort из-за торнадо, которое быстро унесло её одежду и чувство целеустремленности…» Журнал Time так прокомментировал выступление Спирс: «…её танцы состояли из очень медленной ходьбы, а её гардероб состоял из старого скучного бикини со стразами, которое, казалось, было взято из сувенирного магазина Spearmint Rhino…» Бейонсе в феврале 2007 года появилась в бикини на обложке журнала Sports Illustrated Swimsuit Issue, в 2012 году заняла первое место в конкурсе VH1 «Знаменитость в бикини», а весной—летом 2013 года позировала для линии бикини H&M, включая чёрное бикини с кисточками, в разработке дизайна которого она сама принимала участие.
- Screaming Bikini[англ.] в Hard Rock Cafe (Сидней, Австралия, 2011 год)
- Жюльетт Шоппманн в Кёльне (Германия, 2009 год)
- The Cheeky Girls[англ.] на ЛГБТ-параде Nottinghamshire Pride (Ноттингем, Англия, 2010 год)
- Леди Гага в концертном туре The Monster Ball Tour (Кардифф, Уэльс, 2010 год)
- Рианна в концертном туре The Loud Tour («Аккор Арена», Париж, Франция, 2011 год)

### Видеоклипы
В апреле 2012 года поп-звезды Ники Минаж и Рианна снялись в бикини для музыкальных клипов. Минаж надела неоново-розовое бикини для Starships, а Рианна — микро-бикини для Where Have You Been.

## Печатные издания

### Журналы
В 1962 году впервые девушка в бикини появилась на обложке Playboy. С 1964 года начал издаваться журнал Sports Illustrated Swimsuit Issue, основной темой которого являются фотографии девушек в купальниках. Этот журнал приобрёл огромную популярность, стал «культурной иконой». Для повышения интереса читателей модели в купальниках фотографируются в экзотических местах планеты, в неподходящих для нахождения в таком виде местах.
Фотографии моделей в бикини регулярно появляются в различных отнюдь не эротических журналах, например, посвящённых спорту или автомобилям — это делается для привлечения внимания.
В 2006 году журнал Maxim создал (и естественно опубликовал красочные фото) в пустыне южной Невады (США) купальник из виниловой сетки шириной 33 метра с изображением Евы Лонгории из «Отчаянных домохозяек», утверждая, что это бикини можно увидеть из космоса.
Японский журнал Young Animal регулярно печатает фото девушек-подростков (преимущественно, поп-звёзд и gurabia aidoru) в бикини.
В 2013 году со своего поста уволился редактор журнала The SFWA Bulletin, Джин Рейб, из-за разногласий по поводу сексизма на обложке одного из номеров, на котором была изображена девушка в бикини chainmail.
- Обложка Yank, the Army Weekly[англ.], 1945 год[54]
- Обложка Fantastic Adventures, 1948 год
- Обложка Amazing Stories, 1950 год
- Обложка Pop Magazine[англ.], 2009 год
- «Хэллоуинская вечеринка» журнала Maxim, 2012 год

### Комиксы
Чаще всего в комиксах в бикини изображается Рыжая Соня — женщина-воин Хайборийской эры, «женский аналог» Конана-варвара. Соня занимает первое место в списке «100 самых сексуальных женщин в комиксах» по версии Comics Buyer’s Guide. Она одета в очень откровенный костюм из чешуйчатых доспехов, похожий на бикини; обычно в сапогах, на руках бронированные перчатки.
Также известна Девушка-Тень (в комиксах DC Comics с 1968 года), она обычно одета в чёрное блестящее бикини. В комиксах того же издательства с 1958 по 1982 год появлялась Девушка-Сатурн, одетая в ярко-розовое бикини весьма оригинального фасона.
В изданиях Basement Comics фигурирует Пещерная Женщина — «девушка из джунглей» в бикини из змеиной кожи.
В филиппинских комиксах известна персонаж Дарна — она всегда носит красное бикини с большой золотой звездой на каждой чашечке своего бюстгальтера.
Из других известных персонажей комиксов — девушек в бикини можно отметить Рулу (появлялась недолго, с 1947 по 1949 год), которая носила бикини из кожи жирафа. Её образ был списан с Шины Королевы Джунглей, которая была представлена читателю в 1938 году. Шина была одета очень вызывающе, но всё-таки не в бикини, а в нечто среднее между закрытым купальником и коротким платьем.
- Часть страницы из Jungle Comics, 1946 год[59]
- Обложка Jo-Jo, Congo King[англ.], 1947 год
- Обложка Four Favorites[англ.], 1947 год
- Обложка Thrilling Comics[англ.], 1947 год
- Обложка Rulah, Jungle Goddess, 1949 год
- Косплей на Рыжую Соню

### Книги
Существует заметное количество книг, в которых бикини играют центральную роль. Это научно-популярные произведения, художественные, книги-пособия. Например:
- «Изумрудное бикини» (1963), автор Роберт Форд[60]
- «Бикини: Культурная история» (2002), автор Патрик Алак[61]
- «Книга о бикини» (2006), автор Келли Киллорен Бенсаймон[62]
- «Руководство по мотивации и привычкам для тела в бикини» (2017), автор Кайла Итсайнес[63]
- «28-дневное руководство по здоровому питанию и образу жизни для тела в бикини» (2016), автор Кайла Итсайнес[64]
- «От БОССА к БИКИНИ: Программа полной трансформации Bikini Boss» (2016), автор Тереза ДеПаскуале[65]
- «Планета бикини» (2001), автор Дэвид Гарнетт[66]
- «Сезон бикини» (2014), автор Шейла Робертс[67]
- «Когда плохие вещи случаются в хороших бикини» (2015), автор Хелен Бэйли[68]
- «Дневники бикини» (2009), автор Лейси Александр[69]
- «Призрак в бикини в горошек» (2011), автор Сью Энн Джеффарейн[70]
- «Бикини в раю» (2014), автор Кэти Дейли[71]
- «Смерть от бикини» (2008), автор Линда Гербер[72]

- «Изумрудное бикини», автор Роберт Форд, иллюстрации Билл Эдвардс.
- «Мужчина среди женщин», автор Рэнди Сэлем, иллюстрации Uljegren.

## Компьютерные игры, телевидение
В 2002 году вышла компьютерная 2D-файтинг игра Bikini Karate Babes. В ней представлены 19 девушек-каратисток, все они одеты в бикини, и их играют настоящие актрисы. Главные героини в бикини присутствуют в играх OneChanbara: Bikini Zombie Slayers (2008) и Onechanbara: Bikini Samurai Squad (2006). В бикини одеты все героини игры Dead or Alive Xtreme Beach Volleyball (2003).
В 2006—2007 годах выходила передача «Новости в бикини» В ней ведущие, одетые согласно названию программы, рассказывали о горячих новостях, пародируя известные телепередачи The Daily Show и Saturday Night Live. В 2005 году вышел эпизод телесериала «Морская полиция: Спецотдел», который назывался «Линия бикини» (англ. Bikini Wax), в нём главные герои расследуют загадочную смерть участницы конкурса бикини. Этот эпизод занимает 8-е место в списке «10 худших эпизодов сериала „Морская полиция: Спецотдел“» согласно отзывам фанатов на сайте кинобазы IMDb. С 2003 по 2011 год по телевидению показывали шоу-путешествие «Места для бикини» (англ. Bikini Destinations). В нём ведущие (одетые в бикини) посещают разные экзотические места планеты, где принято ходить в бикини: Багамские острова, Таити и т. д. В 2012 году (в течение семи месяцев) на телеэкраны выходило реалити-шоу «Парикмахерская в бикини». В нём представлен салон красоты / парикмахерская Джеффа Вулкана в городе Лонг-Бранч, в этом заведении работают почти исключительно девушки в бикини.

## Спорт
В 1994 году бикини стали официальной формой состязаний по пляжному волейболу на Олимпийских играх. Ныне (2023 год) состязания по пляжному волейболу среди девушек проводятся в купальниках, шортах или трико, но нередки случаи, когда спортсменки по-прежнему используют бикини; обязанности носить именно бикини у них нет (по крайней мере, на Олимпийских играх, данные 2021 года).
В 2012 году в США появилась ассоциация «Баскетбол в бикини». Её игроки на соревнованиях носят вместо обычной баскетбольной формы спортивные бюстгальтеры и трусы́ типа «мальчишеские шорты».
В бикини, как правило, проводятся женские соревнования по пляжному гандболу и пляжному регби.
- Келли Келли с поясом чемпионки WWE
- Соревнование по пляжному волейболу
- Соревнование по пляжному гандболу

## Модельное дело
Когда Джейн Мэнсфилд и её муж Мики Харгитей гастролировали с театральными представлениями, газеты писали: «Мэнсфилд убедила сельское население, что у неё больше бикини, чем у кого-либо другой». Обычно на выступления она надевала леопардовое бикини, которое великолепно смотрелось на её груди обхватом 100 см.
В США существовала группа американских фотомоделей «Шведская команда в бикини». Они рекламировали еду и напитки, особенно запомнились участием в кампании пива Old Milwaukee. Команда имела большой успех, используя стереотип обывателя, что скандинавские женщины — блондинки с большой грудью. Через некоторое время карьера «Шведской команда в бикини» в рекламе закончилась в связи с протестами Национальной организации женщин и сотрудниц Pabst Brewing Company. В 2001 году девушки появились в пародийном кинофильме «Элитная сила».

## Сфера обслуживания

### Авиакомпании
В 1964 году Scandinavian Airlines разместила рекламу в газетах и журналах по всей Америке. На нём была изображена одетая лишь в бикини блондинка-модель (пупок был обнажён), позирующая на камне над подписью «Что показать своей жене в Скандинавии». В большинстве публикаций пупок был удалён в соответствии с действующими тогда цензурными правилами.
Ирландская бюджетная авиакомпания Ryanair публикует свой ежегодный благотворительный календарь с изображением стюардесс в бикини. Когда тайский лоукостер Nok Air провёл конкурс на Facebook, в котором участвовали модели из журнала Maxim, одетые в жёлтые бикини (фирменный цвет авиакомпании), Министерство культуры Таиланда выступило против этого, упомянув репутацию Таиланда.
В 2010 году в России крупнейшая авиакомпания страны «Аэрофлот» и лоукостер «Авианова» (существовал с 2009 по 2011 год) стали участниками скандала из-за бикини. «Аэрофлот» выпустил подарочный календарь для VIP-клиентов с обнажёнными и одетыми в бикини стюардессами, а «Авианова» разместила на YouTube ролик, в котором стюардессы в бикини моют самолёт под взглядами мужчин из пожарной команды.
Вьетнамская компания VietJet Air организовала конкурс бикини на своём первом рейсе в декабре 2011 года, и когда это видео стало хитом на YouTube, в августе 2012 года авиакомпания была оштрафована Управлением гражданской авиации страны за нарушение «местных авиационных правил».
В 2009 году американская авиакомпания Southwest Airlines эксплуатировала Boeing 737, на фюзеляже которого была изображена израильская модель Бар Рафаэли в бикини.
В 2010 году в Боливии колумбийская компания по производству нижнего белья Ronied провела рекламный показ моделей в бикини и нижнем белье на борту самолёта государственной авиакомпании Boliviana de Aviación, выполнявшего рейс из Ла-Паса в Кочабамбу.

### Клубы, бары
Танцовщицы гоу-гоу часто выступают в таких местах, как бары, ночные клубы и дискотеки под быструю, энергичную, популярную музыку, развлекая посетителей, делают это в сексуально возбуждающей манере, при этом на них очень мало одежды, зачастую — лишь бикини.
Бикини-бары похожи на гоу-гоу бары и другие подобные стриптиз-заведения, за исключением того, что грудь и область гениталий исполнительниц или танцовщиц гоу-гоу обычно остаются прикрытыми во время их выступления.
В США известна сеть ресторанов-спортбаров «Твин-Пикс», работающая с 2005 года. Официантки там одеты крайне откровенно: верх с кливиджем, кроп-топ, обнажающий живот, чёрные и/или красные верх бикини, очень короткие шорты цвета хаки. С 2006 по 2018 год в Техасе работала сеть ресторанов-спортбаров Bikinis Sports Bar & Grill, она получила известность тем, что её владелец купил город-призрак, переименовал его в Бикини и открыл там своё заведение. В городе Грейт-Фолс (штат Монтана) с 1962 года работает тики-бар Sip ’n Dip Lounge, в нём посетителей развлекают девушки, плавающие в костюмах русалок, за ними можно наблюдать сквозь стеклянные стены.
- Кэрол Дода[англ.] на вывеске ночного стрип-клуба «Кондор[англ.]», 1973 год.
- Катой в «Нана Плаза» (Бангкок, 2004 год).
- Танцовщица в одном из бикини-баров Сакраменто (Калифорния, США, 2006 год).
- В спортбаре «Твин-Пикс[англ.]» (Пасха, 2010 год).
- Танцовщицы гоу-гоу в клубе Lizard Lounge (Даллас, Техас, США, 2011 год).
- В тики-баре[англ.] Sip ’n Dip Lounge[англ.] (Грейт-Фолс, Монтана, США, 2014 год).

### Кафе
В западных странах существуют так называемые «бариста в бикини» — девушки-бариста, которые готовят и подавают кофейные напитки, будучи одетыми в откровенную одежду, такую как бикини, нижнее бельё или кроп-топ в сочетании с плавками-бикини или очень короткими шортами. В Чили существуют кофейни «кофе с ножками», в которых посетителей обслуживают девушки в обтягивающей одежде, бикини, нижнем белье или полуобнажённые. В той же стране есть и другие кофейни с таким же подходом к обслуживанию клиентов: «Бразилия», «Карибы», «Гаити».
- Бариста в бикини[англ.] в drive-through[англ.] Bottoms Up Expresso (Кловис, Калифорния, США, 2020 год).
- Карикатура на кофейни «кофе с ножками[исп.]»

### Мойка машин
В западных странах распространено такое явление как «бикини-мойка». Она осуществляется только при тёплой солнечной погоде; цель такого действа, как правило, — сбор средств для школы, спортивной ассоциации (чаще всего это роллер-дерби и автогонки), молодёжной или благотворительной организации, или в качестве коммерческого промоушена. Девушки в бикини рекламируют мероприятие, стоя на обочине дороги с красочными картонными табличками или плакатами и/или мо́я автомобили у всех на виду.
Бикини-мойка автомобилей является сюжетообразующей линией американских кинофильмов в жанре секс-комедии «Компания автомойщиц в бикини» (1992) и «Компания автомойщиц в бикини 2» (1993).

## Интернет
В январе 2014 года было создано мистификационное движение, целью которого было популяризировать «бикини-бридж» («когда нижняя часть бикини подвешена между двумя тазовыми костями, образуя пространство между бикини и нижней частью живота», «открывая „мостик“ на области таза») как тренд в социальных медиа. Пользователи доски объявлений 4chan "/b/" размещали поддельные фото, отзывы знаменитостей и другой контент, связанный с бикини-бриджами, в социальных сетях, таких как Instagram, Tumblr и Twitter. Вызвав интерес у других пользователей, они начинали распространять контент в «тех частях Интернета, которые, как известно, предвзято относятся к избыточному весу», чтобы спровоцировать негативную реакцию. Этот мем привлёк внимание СМИ, и некоторые из них изначально сообщали о нём так, как будто это был настоящий тренд.